# Thomas van Celano

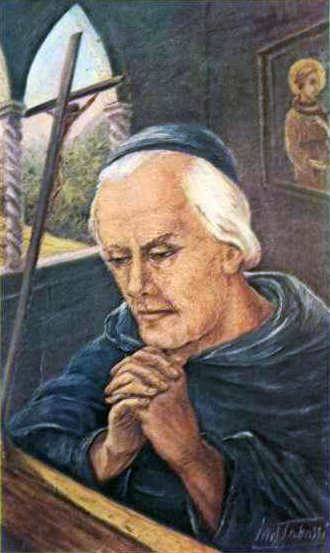
Illustratie, voorstellende Thomas van Celano

Thomas van Celano (Celano, eind 12de eeuw – Tagliacozzo ca. 1260) was een Italiaans franciscaan en de eerste hagiograaf van het leven van Franciscus van Assisi. Rond 1215 werd hij minderbroeder. In 1223 werd hij custos van de orde in Duitsland. 
Rond 1228 schreef Thomas van Celano in Assisi de officiële hagiografie van Franciscus van Assisi. Hierdoor is het vrijwel zeker dat paus Honorius III Franciscus in 1223 toestemming gaf om tijdens de kerstnacht buiten in de natuur de Heilige Mis te vieren. Franciscus herinnerde zich de ondergrondse grot in de Geboortekerk in Bethlehem, die hijzelf in het Heilige Land had bezocht. De eerste Franciscaner monniken hadden in het dorp Greccio, enkele kilometers buiten Assisi, in Umbrië, een hermitage, een kluizenaarshut. Daar vlakbij ligt een grot waarin hij een kerststal maakte, met een echte voederbak als kribbe voor Jezus, met levende figuren en een echte ezel en een os om het kerstverhaal zo realistisch mogelijk uit te beelden. 
In 1245 schreef Thomas van Celano een tweede biografie van Franciscus. In zijn werk omschrijft hij hem onder andere als een kleine, schriele man met een slordige baard en slechte ogen. In 1254 schreef hij nog een boek, nu over de wonderen van Franciscus. 
De levensbeschrijving van Clara van Assisi - welke geen auteur vermeldt - wordt veelal aan Thomas van Celano toegeschreven, doch moderne wetenschappers trekken dit in twijfel.
Hij werd custos (toezichthouder) van de lokale clarissen van Tagliacozzo, waarbij het zijn taak was om er onder andere voor te zorgen dat er op vaste tijden een heilige mis werd opgedragen (vrouwen konden geen priester zijn). Hij stierf aldaar tussen het jaar 1260 en 1270.
Thomas van Celano is verder bekend door schrijven van de tekst van het Dies Irae, naar aangenomen rond 1250 geschreven.

## Werken van Thomas van Celano
- Franciscus van Assisi. Eerste levensbeschrijving.[4]
- Franciscus van Assisi. Tweede levensbeschrijving.[5]
- De oudste verhalen over Franciscus van Assisi.[6]